# Nunila di Pamplona

Stemma della contea di Aragona

Nunila Íñiguez (ca. inizio IX secolo – seconda metà IX secolo) fu una principessa reale di Navarra vissuta nel IX secolo e contessa consorte di Aragona, dall'825 all'833.

## Origine
Nunila era figlia del re di Pamplona Íñigo I Íñiguez, primo re della dinastia degli Íñiguez, come riporta il Codice di Roda, che non nomina la madre, che, come riportato nel Libro de Regla del Monastero di Leire (non consultato) era Onneca Velásquez, figlia di Velasco, nobile di Pamplona, che il Diccionario de antigüedades del reino de Navarra la cita col nome di Eximina.

Íñigo I Íñiguez Arista era figlio di Íñigo Jiménez Arista. Lo storico arabo Ibn Hayyân suggerisce che il padre di Íñigo si chiamasse anche lui Íñigo; altre fonti ipotizzano che fosse figlio di Semen o Jimeno, mentre altre ancora ipotizzano che Íñigo Íñiguez e Íñigo Jiménez fossero due persone distinte che si succedettero sul trono di Pamplona († dopo il 790, figlio di Semen che in tarda età, dall'812 all'816, divenne duca di Guascogna) e della moglie Oneca (o forse Leodegundia delle Asturie) che era stata la seconda moglie del capo dei Banu Qasi (Musá ibn Fortún di Tudela, signore con possedimenti nella valle dell'Ebro) ed era rimasta vedova nel 788.

Secondo il codice di Roda era figlio di Jimeno I Garcés ed era fratello di García II Jiménez; anche En los albores del reino¿dinastía Iñiga?,¿dinastía Jimena? tratta la questione accettando che Íñigo e Garcia furono fratelli.

## Biografia
Nunila venne data in sposa a García Galíndez "el Malo", un nobile di origine vascone, figlio di Galindo Velásquez (figlio a sua volta del nobile vascone Velasco o Belasco) e di Fakilo o Faquilo. Suo marito si servì di questo matrimonio per avere dal suocero Íñigo I un esercito sufficiente per attaccare la contea di Aragona, deporre il conte Aznar I e prenderne il titolo. Fu così che nell'825 Nunila divenne contessa consorte di Aragona.
Nell'833 Nunila e Garcia rinunciarono alla contea in favore di loro figlio, Galindo Garces, che fu conte d'Aragona fino alla morte avvenuta nell'844.

## Figli
Nunila a Garcia diede un figlio:
- Galindo (o Velasco) Garcé (?-844), conte d'Aragona[9] dall'833 all'844.

### Fonti primarie
- (LA)  Textos navarros del Códice de Roda Archiviato il 31 gennaio 2021 in Internet Archive..

### Letteratura storiografica
- Rafael Altamira, il califfato occidentale, in L'espansione islamica e la nascita dell'Europa feudale, collana «Storia del mondo medievale», II volume, Milano, Garzanti, 1999  [1979],  pp. 477-515.
- (ES)  (LA)  #ES Diccionario de antigüedades del reino de Navarra
- (ES)  #ES En los albores del reino¿dinastía Iñiga?,¿dinastía Jimena?.